# Partido Alto
Der Partido Alto ist ein Subgenre des Samba. Es entstand in Rio de Janeiro in den 1930er Jahren.
Das Rhythmus-Pattern ist zweitaktig, wobei die beiden Takte aufgrund ihrer Offbeat-/Downbeat-Verteilung sehr unterschiedliche Charaktere haben.
|  |  |

Die Patterns der einzelnen Instrumente orientieren sich dabei an der „Richtung“ des Partido Alto, die er mit seinen Offbeats und Downbeats vorgibt. Wichtig ist hierbei, dass sich die Herangehensweise des Partido Alto von dem für afro-kubanische Musik typischen Konzept der Clave unterscheidet. In der brasilianischen Musik sind die Akzente frei austauschbar und einige Begleitrhythmen aus dem Samba können auch im Partido Alto benutzt werden. Explizit gespielt wird der Partido Alto häufig mit der Cuica.